# Campeonato Mundial de Halterofilismo de 2013 - Até 105 kg masculino
A categoria até105 kg masculino foi um evento do Campeonato Mundial de Halterofilismo de 2013, disputado no Salão do Centenário, em Breslávia, na Polónia, entre 26 e 27 de outubro de 2013. 

## Calendário
Horário local (UTC+2)
| Dia           | Horário | Fase    |
| ------------- | ------- | ------- |
| 26 de outubro | 10:00   | Grupo C |
| 26 de outubro | 14:00   | Grupo B |
| 27 de outubro | 12:55   | Grupo A |

## Medalhistas
| Evento    | Ouro                   | Ouro   | Prata                  | Prata  | Bronze                     | Bronze |
| --------- | ---------------------- | ------ | ---------------------- | ------ | -------------------------- | ------ |
| Arranque  | Ruslan Nurudinov (UZB) | 190 kg | Bartłomiej Bonk (POL)  | 188 kg | Aleh Loban (BLR)           | 182 kg |
| Arremesso | Ruslan Nurudinov (UZB) | 235 kg | David Bedzhanyan (RUS) | 225 kg | Mohammad Reza Barari (IRI) | 221 kg |
| Total     | Ruslan Nurudinov (UZB) | 425 kg | David Bedzhanyan (RUS) | 405 kg | Bartłomiej Bonk (POL)      | 404 kg |

## Recordes
Antes desta competição, o recorde mundial da prova era o seguinte:
| Recorde         | Tipo      | Atleta                 | Peso   | Local    | Data                   |
| Recorde Mundial | Arranque  | Andrei Aramnau (BLR)   | 200 kg | Pequim   | 18 de agosto de 2008   |
| Recorde Mundial | Arremesso | David Bedzhanyan (RUS) | 238 kg | Belgorod | 17 de dezembro de 2011 |
| Recorde Mundial | Total     | Andrei Aramnau (BLR)   | 436 kg | Pequim   | 18 de agosto de 2008   |

## Resultado
Os resultados foram os seguintes. 
| Pos.              | Atleta                     | Grupo | Peso   | Arranque (kg) | Arranque (kg) | Arranque (kg) | Arranque (kg)     | Arremesso (kg) | Arremesso (kg) | Arremesso (kg) | Arremesso (kg)    | Total |
| Pos.              | Atleta                     | Grupo | Peso   | 1             | 2             | 3             | Resultado         | 1              | 2              | 3              | Resultado         | Total |
| ----------------- | -------------------------- | ----- | ------ | ------------- | ------------- | ------------- | ----------------- | -------------- | -------------- | -------------- | ----------------- | ----- |
| Medalha de ouro   | Ruslan Nurudinov (UZB)     | A     | 104.54 | 190           | 190           | 195           | Medalha de ouro   | 225            | 230            | 235            | Medalha de ouro   | 425   |
| Medalha de prata  | David Bedzhanyan (RUS)     | A     | 104.70 | 180           | 180           | 185           | 5                 | 220            | 225            | 236            | Medalha de prata  | 405   |
| Medalha de bronze | Bartłomiej Bonk (POL)      | A     | 103.66 | 180           | 185           | 188           | Medalha de prata  | 212            | 216            | 218            | 4                 | 404   |
| 4                 | Mohammad Reza Barari (IRI) | A     | 104.14 | 171           | 176           | 179           | 8                 | 212            | 221            | 221            | Medalha de bronze | 397   |
| 5                 | Artūrs Plēsnieks (LAT)     | A     | 103.67 | 170           | 175           | 178           | 6                 | 215            | 221            | 221            | 5                 | 393   |
| 6                 | Jorge Arroyo (ECU)         | A     | 103.64 | 182           | 182           | 182           | 4                 | 205            | 210            | 215            | 8                 | 392   |
| 7                 | Kia Ghadami (IRI)          | A     | 104.09 | 173           | 178           | 179           | 9                 | 210            | 216            | 216            | 9                 | 383   |
| 8                 | Iskander Mominbekov (KAZ)  | A     | 102.57 | 172           | 177           | 177           | 10                | 210            | 215            | 215            | 6                 | 382   |
| 9                 | David Kavelasvili (GRE)    | B     | 103.37 | 168           | 172           | 172           | 11                | 205            | 210            | 210            | 7                 | 382   |
| 10                | Ferenc Gyurkovics (HUN)    | B     | 104.66 | 170           | 175           | 178           | 7                 | 195            | 202            | 206            | 11                | 380   |
| 11                | Modestas Šimkus (LTU)      | B     | 103.98 | 170           | 175           | 175           | 12                | 190            | 200            | 210            | 12                | 370   |
| 12                | Sardorbek Dusmurotov (UZB) | B     | 104.23 | 155           | 160           | 160           | 16                | 205            | 215            | 215            | 10                | 365   |
| 13                | David Garcia (USA)         | C     | 103.50 | 150           | 155           | 160           | 15                | 190            | 196            | 196            | 13                | 356   |
| 14                | Jesús González (VEN)       | C     | 98.45  | 155           | 160           | 165           | 13                | 195            | 200            | 200            | 14                | 355   |
| 15                | Mateus Gregório (BRA)      | B     | 102.71 | 160           | 165           | 165           | 14                | 192            | 192            | 197            | 15                | 352   |
| 16                | Kévin Bouly (FRA)          | C     | 104.56 | 151           | 156           | 156           | 18                | 186            | 191            | 200            | 16                | 342   |
| 17                | Hiroaki Shiraishi (JPN)    | C     | 102.54 | 140           | 145           | 150           | 19                | 170            | 180            | 190            | 17                | 340   |
| 18                | Ivan Biočić (CRO)          | C     | 97.80  | 110           | 115           | 120           | 20                | 130            | 135            | 140            | 18                | 250   |
| —                 | Aleh Loban (BLR)           | A     | 103.62 | 178           | 182           | 186           | Medalha de bronze | 215            | 215            | 216            | —                 | —     |
| —                 | Donovan Ford (USA)         | B     | 104.46 | 155           | 160           | 160           | 17                | —              | —              | —              | —                 | —     |
| —                 | Marcin Dołęga (POL)        | A     | 104.42 | 185           | 185           | 185           | —                 | —              | —              | —              | —                 | —     |